# 6558 Norizuki
6558 Norizuki eller 1991 GZ är en asteroid i huvudbältet som upptäcktes den 14 april 1991 av de båda japanska astronomerna Kazuro Watanabe och Kin Endate vid Kitami-observatoriet. Den är uppkallad efter japanen Sōjirō Norizuki.